# Bill Lindsay
William Hamilton „Bill“ Lindsay (* 17. Mai 1971 in Fernie, British Columbia) ist ein ehemaliger US-amerikanisch-kanadischer Eishockeyspieler, der im Verlauf seiner aktiven Karriere zwischen 1988 und 2007 unter anderem 819 Spiele für die Nordiques de Québec, Florida Panthers, Calgary Flames, Canadiens de Montréal und Atlanta Thrashers in der National Hockey League auf der Position des linken Flügelstürmers bestritten hat. Darüber hinaus spielte Lindsay zwei Jahre lang für die Kölner Haie in der Deutschen Eishockey Liga.

## Karriere
Bill Lindsay begann im Alter von sechs Jahren mit dem Eishockeyspielen in seiner Heimat British Columbia. Als Jugendlicher spielte der Linksschütze zunächst in der British Columbia Junior Hockey League für die Vernon Lakers, später wechselte er in die Western Hockey League zu den Tri-City Americans.
Durch gute Statistiken und seinen Kampfgeist machte Lindsay Vereine aus der National Hockey League auf sich aufmerksam. Beim NHL Entry Draft 1991 wurde er an insgesamt 103. Stelle von den Nordiques de Québec ausgewählt. Diese verpflichteten ihn zur folgenden Saison, die er zur Hälfte beim Farmteam in Halifax verbrachte. Ein Jahr später setzte er sich in der NHL als Stammspieler durch. Lindsay spielte noch ein Jahr in Quebec, bevor er 1993 zu den Florida Panthers getauscht wurde. Insgesamt sechs Jahre spielte er bei den in Miami beheimateten Panthers. Seine persönlich beste Saison war auch gleichzeitig die erfolgreichste in der Vereinsgeschichte der Panthers: 1995/96 zog Florida zum bislang einzigen Mal ins Finale um den Stanley Cup ein, unterlag jedoch der Colorado Avalanche in vier Spielen. Inklusive Playoffs verbuchte Lindsay dabei in 95 Spielen 44 Scorerpunkte.
Danach erreichte er noch einmal – im Jahr darauf – mit den Panthers die Playoffs, scheiterte allerdings im Conference-Viertelfinale. Auch mit den Calgary Flames, für die er von 1999 bis 2001 in insgesamt 132 Spielen auf dem Eis stand, erreichte er die Playoffs nicht. Erst mit den San Jose Sharks, zu denen er während seiner zweiten Spielzeit in Calgary transferiert worden war, schaffte der Angreifer erneut den Einzug in die Endrunde. Nach dieser Saison kehrte er zu den Florida Panthers zurück, wechselte aber kurz darauf weiter zu den Canadiens de Montréal. In der Saison 2002/03 kam er zu sporadischen Einsätzen im NHL-Team und verbrachte den Großteil des Jahres im Farmteam der Canadiens, den Hamilton Bulldogs, in der American Hockey League. Mit den Bulldogs erreichte er das Finale der Playoffs.
Nach seinem Wechsel 2003 zu den Atlanta Thrashers pendelte er ein Jahr lang zwischen dem NHL-Team und der AHL. Die Lockout-Saison 2004/05 verbrachte er in der ECHL bei den Long Beach Ice Dogs, ehe sich der Flügelstürmer zur Saison 2005/06 den Columbus Blue Jackets anschloss. Dort kam er ausschließlich im Farmteam in Syracuse zum Einsatz. Als die Kölner Haie im Herbst 2005 bei seinem Verein erfolgreich um die Freigabe Lindsays baten, wechselte der NHL-Routinier erstmals in seiner Karriere nach Europa. Nach guten Leistungen in den ersten Spielen, verlängerte Lindsay seinen, zunächst bis Saisonende laufenden, Vertrag bis 2007. Nach dessen Auslauf beendete er seine aktive Karriere.
Seit 2009 arbeitet Bill Lindsay für den US-Sportsender Fox Sports bei Spielen der Florida Panthers als Experte und Co-Kommentator an der Seite von Steve Goldstein.

### International
Lindsay nahm mit der US-amerikanischen Auswahl an der Junioren-Weltmeisterschaft 1991 und der Weltmeisterschaft 1994 teil. Bei der Junioren-Weltmeisterschaft 1991, die Lindsay mit den USA auf dem vierten Platz beendete, erzielte er in sieben Begegnungen drei Tore und fünf Torvorlagen. Drei Jahre später belegte der Flügelstürmer bei der Weltmeisterschaft 1994 mit den Vereinigten Staaten erneut Rang vier und trug mit drei Treffern und einem Assist zu dieser Platzierung bei.

## Erfolge und Auszeichnungen
- 1992 WHL West Second All-Star Team

## Karrierestatistik

### International
Vertrat USA bei:
- Junioren-Weltmeisterschaft 1991
- Weltmeisterschaft 1994

(Legende zur Spielerstatistik: Sp oder GP = absolvierte Spiele; T oder G = erzielte Tore; V oder A = erzielte Assists; Pkt oder Pts = erzielte Scorerpunkte; SM oder PIM = erhaltene Strafminuten; +/− = Plus/Minus-Bilanz; PP = erzielte Überzahltore; SH = erzielte Unterzahltore; GW = erzielte Siegtore; 1 Play-downs/Relegation; Kursiv: Statistik nicht vollständig)